# William A. Stanfill
William Abner Stanfill, född 16 januari 1892 i Barbourville, Kentucky, död 12 juni 1971 i Lexington, Kentucky, var en amerikansk republikansk politiker. Han representerade delstaten Kentucky i USA:s senat 1945–1946.
Stanfill avlade 1912 juristexamen vid University of Kentucky och arbetade sedan som advokat. Senator Happy Chandler avgick 1945 och Stanfill blev utnämnd till senaten fram till fyllnadsvalet följande år. Stanfill kandiderade inte i fyllnadsvalet och han efterträddes 1946 som senator av John Sherman Cooper. Stanfill återvände därefter till arbetet som advokat.
Stanfills grav är på begravningsplatsen Hillcrest Memorial Park i Lexington.